# Myrica
Myrica é um género botânico pertencente à família Myricaceae.

## Espécies

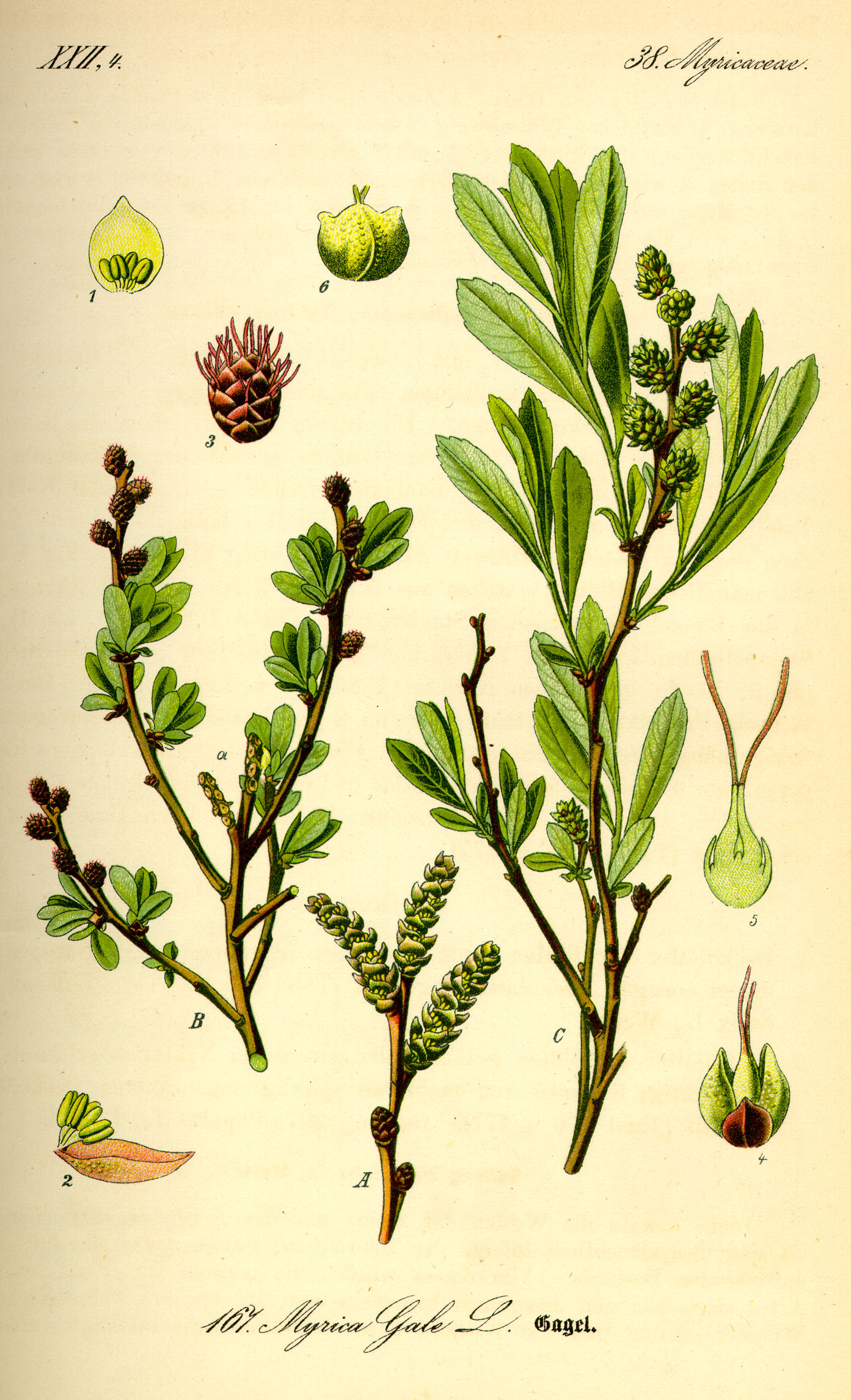
Myrica gale ilustração

- Myrica adenophora
- Myrica californica
- Myrica cerifera
- Myrica esculenta
- Myrica faya
- Myrica gale
- Myrica hartwegii
- Myrica heterophylla
- Myrica holdrigeana
- Myrica inodora
- Myrica nana
- Myrica parvifolia
- Myrica pensylvanica
- Myrica pubescens
- Myrica rubra

## Classificação do gênero
| Sistema | Classificação                    | Referência               |
| ------- | -------------------------------- | ------------------------ |
| Linné   | Classe Dioecia, ordem Tetrandria | Species plantarum (1753) |